# Île de Tuti
Pour les articles homonymes, voir Tuti.
L'île de Tuti (en arabe : جزيرة توتي, jazīrat tūtī) est une île du Soudan, située au confluent du Nil Bleu et du Nil Blanc lorsqu'ils se rejoignent pour former le Nil.

## Géographie

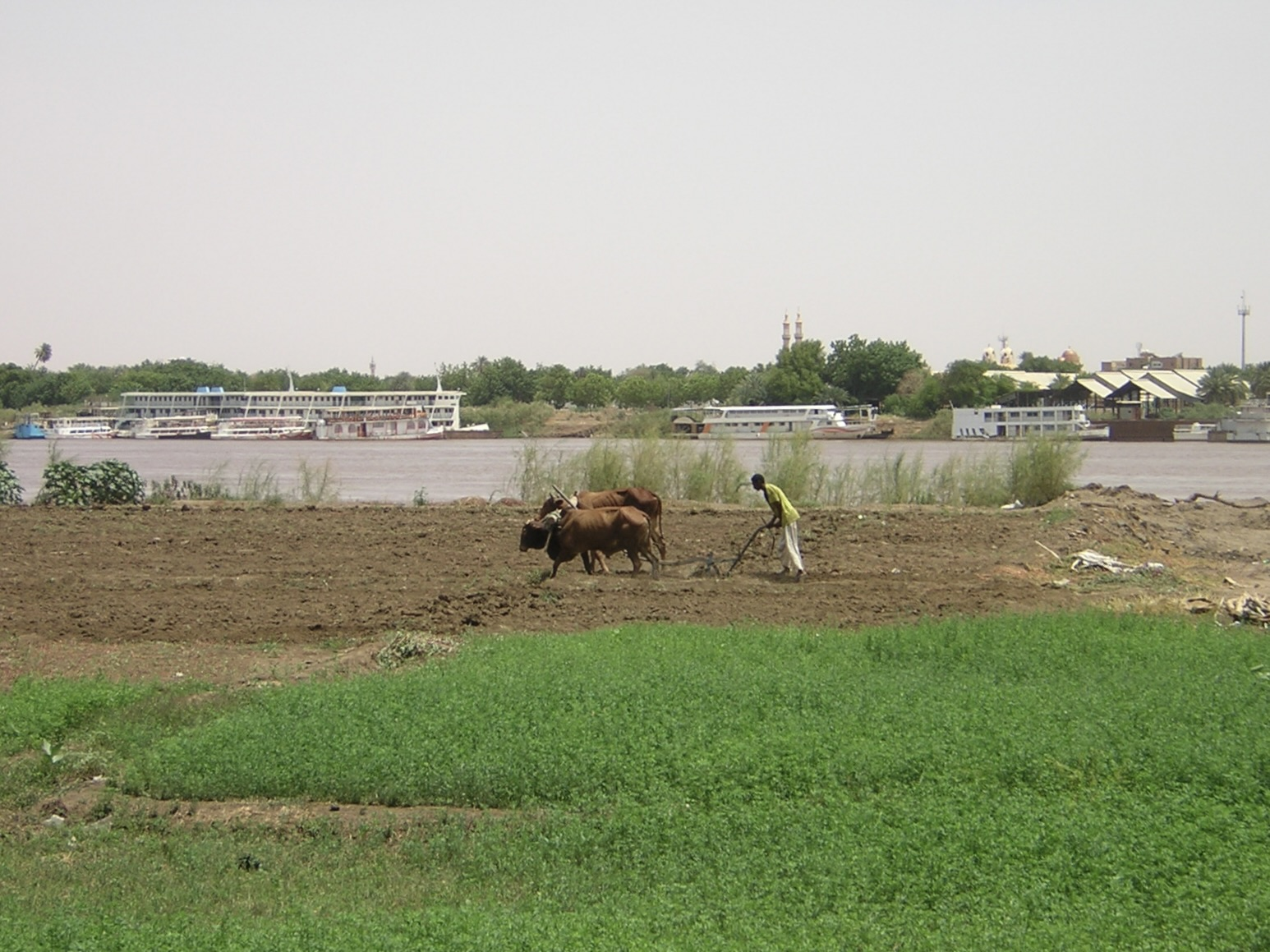
Paysage agricole de l'île de Tuti avec l'un des bras du Nil en arrière-plan.

Tuti est une île d'environ 8 km², en forme de croissant de lune. L'île est située au milieu du confluent du Nil Bleu (qui arrive de l'est) et du Nil Blanc (provenant du sud). Leur union donne naissance au Nil à proprement parler, qui s'éloigne vers le nord.
Tuti est située en plein cœur de l'agglomération de Khartoum. La capitale du Soudan s'étend au sud de l'île, tandis qu'à l'ouest s'étale Omdourman, la plus grande ville du pays. La ville industrielle de Bahri (ou Khartoum Nord) se trouve à l'est. Bien qu'entourée d'une métropole regroupant plus de 4 millions d'habitants, Tuti ne possède qu'un petit village, les prairies formant l'essentiel du paysage de l'île.
L'île est essentiellement agricole et est la principale source de fruits et légumes de Khartoum.

## Accès

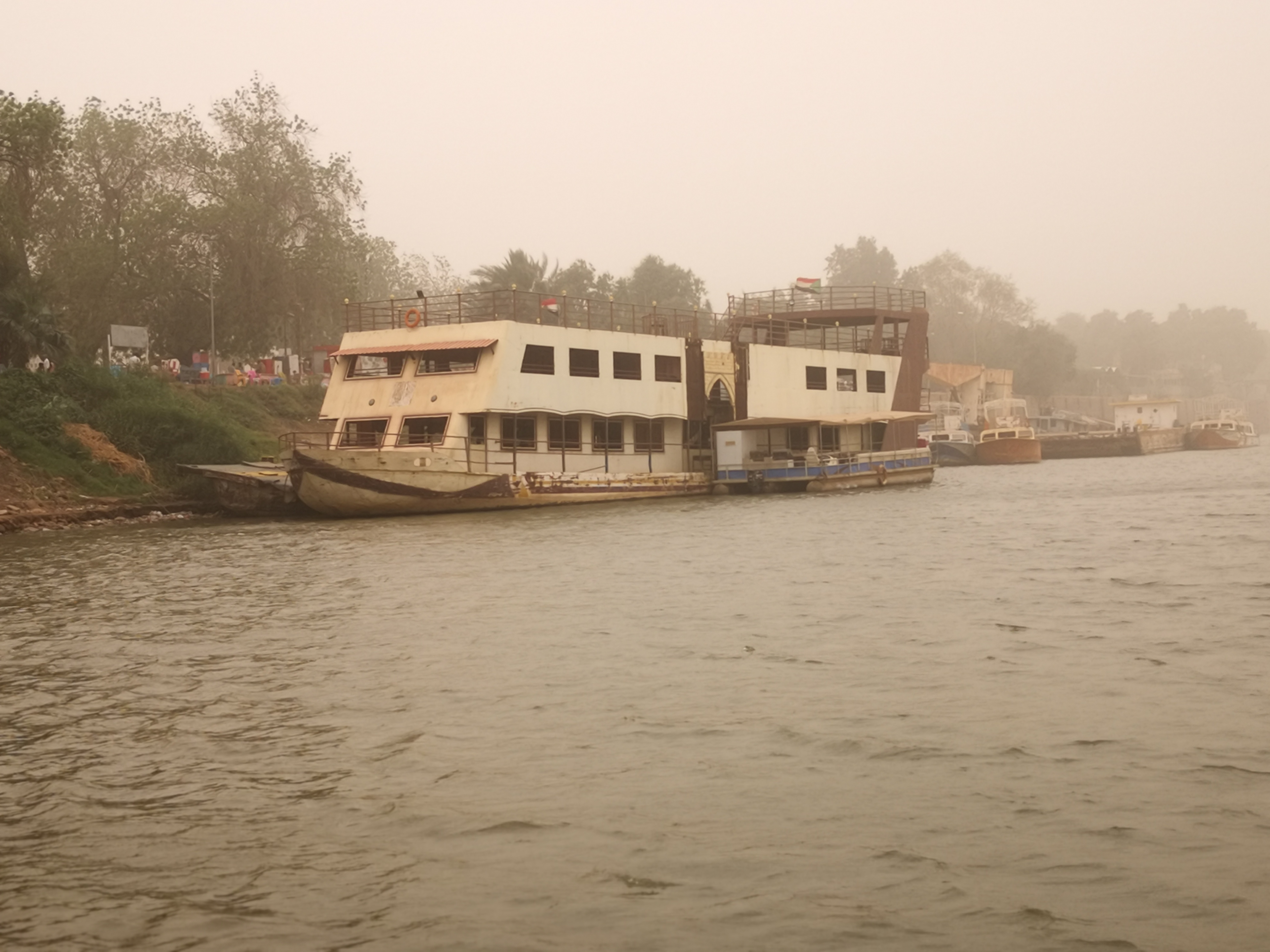
Bateau sur l'île de Tuti.

L'île de Tuti est reliée au reste de Khartoum par un pont suspendu, inauguré en 2009. Avant cette date, l'île n'était pas accessible autrement que par bateau.